# Polyvinylalcohol

Polyvinylalcohol

Polyvinylalcohol (PVOH, PVA, of PVAL) is een in water oplosbaar, synthetisch polymeer.

## Eigenschappen
Polyvinylalcohol vormt een zeer goede film en heeft zeer goede emulgeerbare en hechtingseigenschappen. Het wordt niet door olie, vet en oplosmiddelen aangetast. Het is reukloos en niet giftig. De vezel heeft een hoge treksterkte, is buigzaam en laat zeer moeilijk zuurstof en aroma's door. Bij een hogere luchtvochtigheid neemt de vezel echter meer water op, waardoor de treksterkte achteruitgaat.
Het smeltpunt is 230 °C en 180-190 °C voor de volledig en gedeeltelijke gehydrolyseerde vezels. Polyvinylalcohol valt snel uit elkaar boven de 200 °C door pyrolyse bij hoge temperaturen.
Door de kleine hydroxylgroepen heeft PVA kristalachtige eigenschappen.

## Toepassingen
Polyvinylalcohol wordt onder andere gebruikt:
- als kleefstof en verdikkingsmiddel in latexverven, papiercoatings, hairspray, shampoo en lijm;
- als koolzuurgasbarrière in polyethyleentereftalaat (petflessen);
- als het speelgoed putty of slime samen met borax;
- als plastic laagje in maandverband en incontinentieproducten;
- als uitgangsproduct voor polyvinylbutyral;
- als losmiddel bij mallen voor composietfabricage;
- als membraan in veerbollen in het hydropneumatische veersysteem van Citroën;
- als molenzeil. Tegenwoordig zijn molenzeilen gemaakt uit 50% polyester en 50% PVA.
- als filament bij 3D-printer voor de ondersteuning van ingewikkelde printen
- als omhulsel van wascapsules en medicijnen, voornamelijk tabletten
- als string of tape bij het karpervissen

## Vervaardiging
In tegenstelling tot de meeste vinylpolymeren wordt PVA niet gemaakt door polymerisering van een monomeer. Dit monomeer, "vinylalcohol", bestaat namelijk bijna volledig uit de tautomerische vorm, aceetaldehyde. PVA wordt daarom gemaakt door gedeeltelijke of complete hydrolyse van polyvinylacetaat, waarbij de acetylgroepen verwijderd worden.
Kuraray Europe GmbH (Höchst/Frankfurt-am-Main, Duitsland) is de belangrijkste Europese producent van PVOH.